# 高相祐子
髙相 祐子（たかそう ゆうこ、7月23日 - ）は、元岐阜放送 (GBS) のアナウンサー。

## 来歴
岐阜県中津川市出身。岐阜県立恵那高等学校、愛知淑徳大学卒業。
大学を卒業後、ケーブルテレビ会社の春日井小牧コミュニケーションテレビ（現・中部ケーブルネットワーク (CCNet) 春日井局）に2年半勤務。同社で経験を積んだ後、NHK松山放送局の契約キャスターとなる。その後はNHK長野放送局の契約キャスターを経て、2007年春から岐阜放送のアナウンサーを務めていた。

## 担当番組

### NHK松山放送局
- いよかんワイド - スポーツコーナー担当[4]

### NHK長野放送局
- みんなのスタジオ プラザN[1]
- もぎたて信州朝いちばん[1]

### 岐阜放送
- 夕がた屋テ! - キャスター[5]
- ぎふ情報クリック![3]
- ランチタイムニュース[3]
- NEWSぎふチャン[3]